# Saint-Gildas-des-Bois
Saint-Gildas-des-Bois è un comune francese di 3 561 abitanti situato nel dipartimento della Loira Atlantica nella regione dei Paesi della Loira.

## Società

### Evoluzione demografica
Abitanti censiti